# Бринденята
Бринденята (бел. Брындзяня́та) — деревня в Лидском районе Гродненской области Беларуси. В составе Дубровенского сельсовета.

## География
Пролегает дорога Н-6165.
Ближайшие населённые пункты Обманичи, Плясовичи и др.

### Гидрография
Около деревни берёт начало река Нарва (приток Немана).

## История
С 1905 года в Лидской волости Лидского уезда Виленской губернии.

## Население

### Численность
- 2009 год — 20 жителей

### Динамика
- 1905 год — 155 жителей[2]
- 1999 год — 33 жителей (перепись населения)
- 2009 год — 20 жителей (перепись населения)[2]

## Галерея

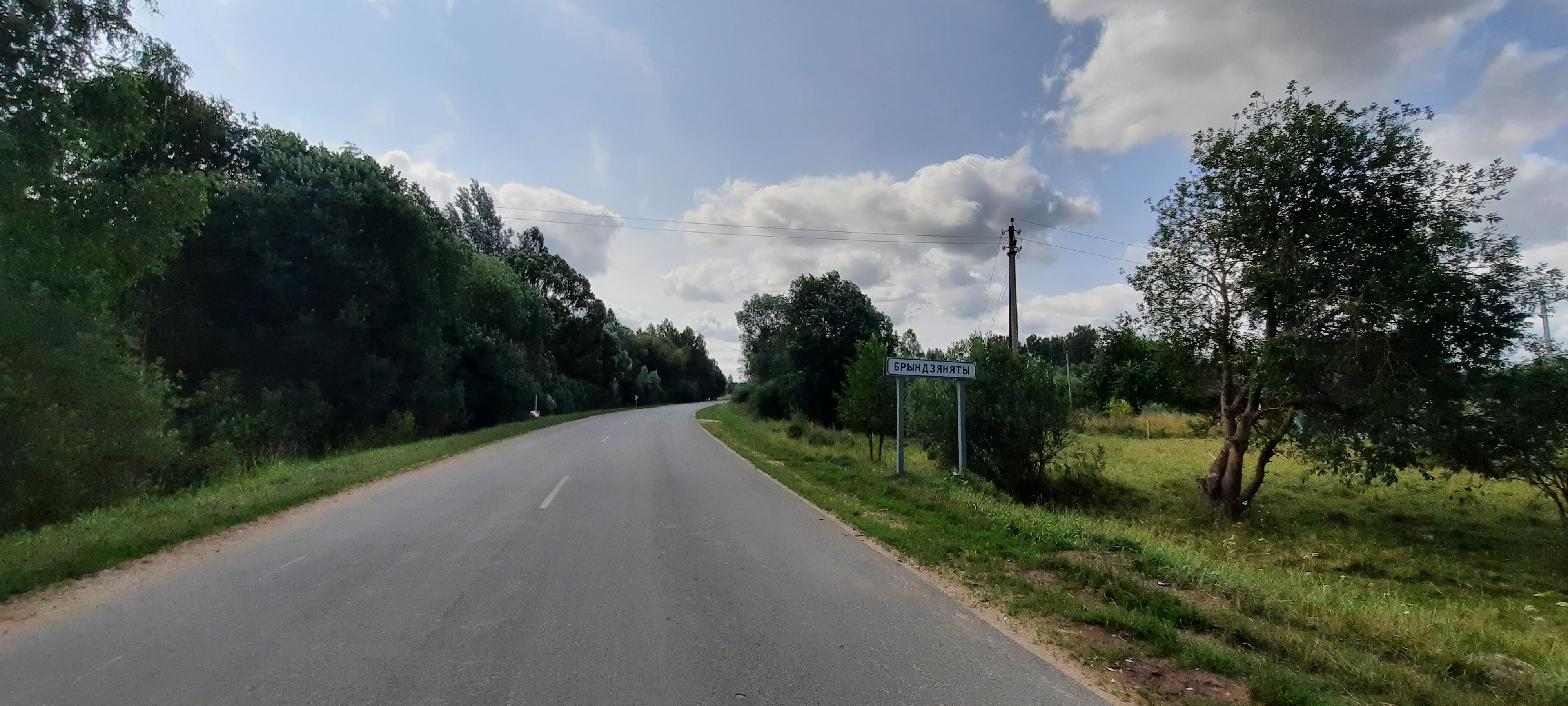
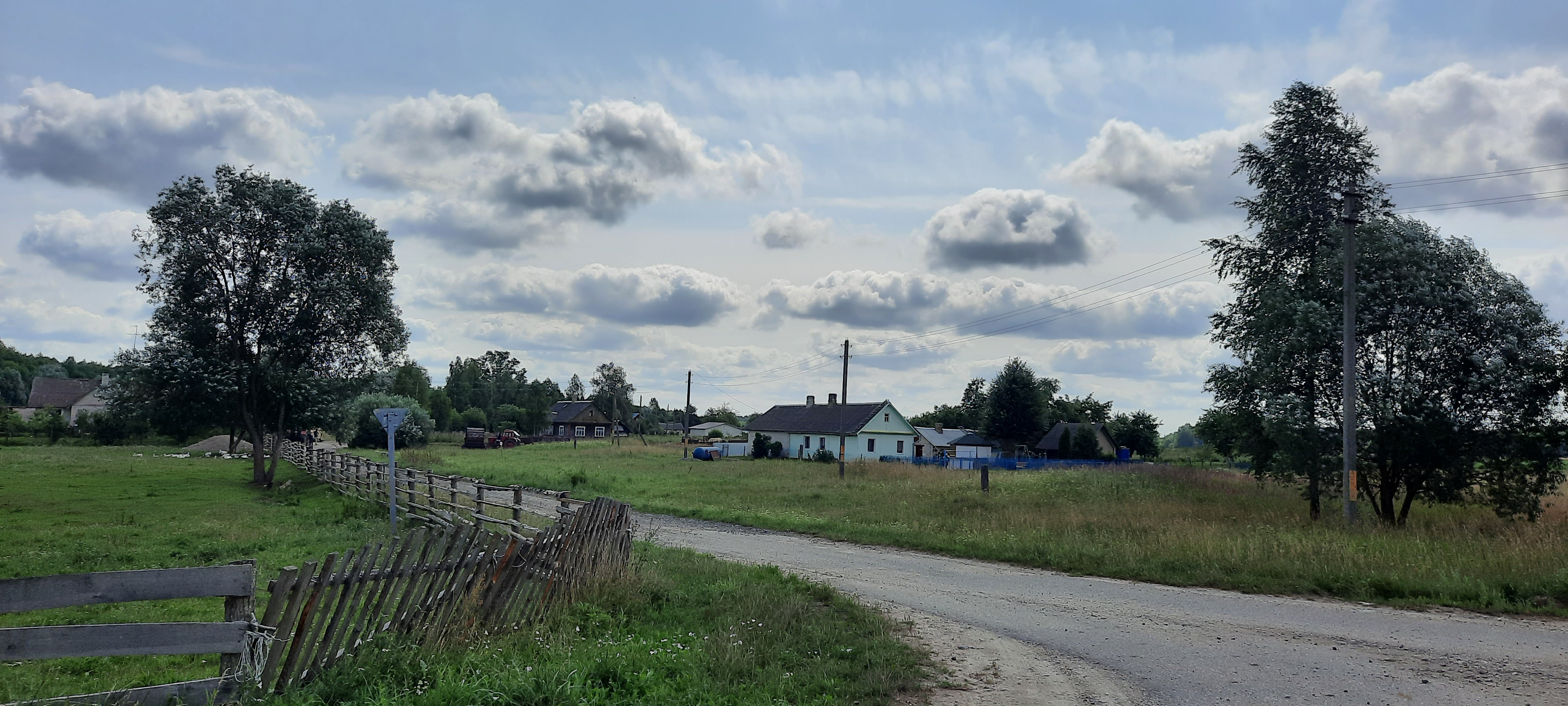
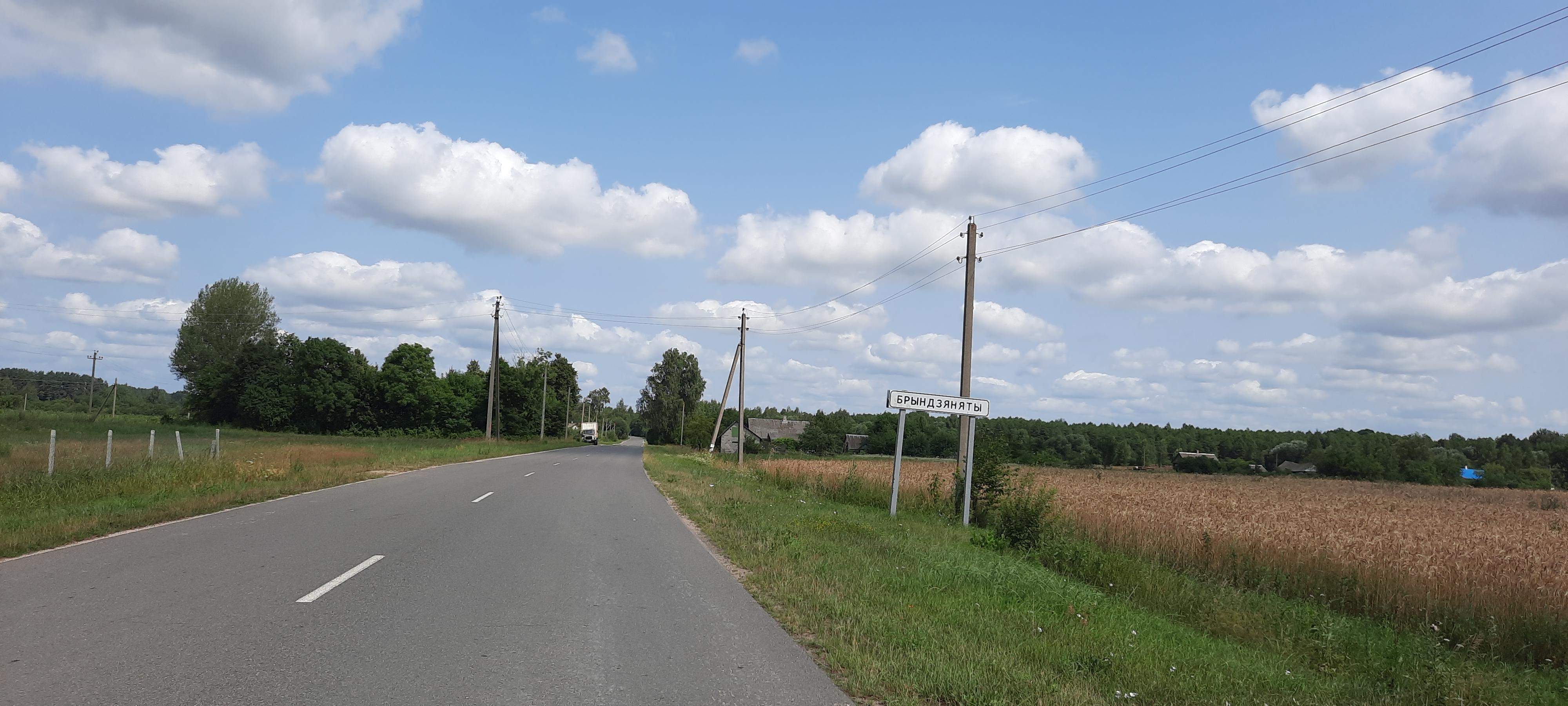
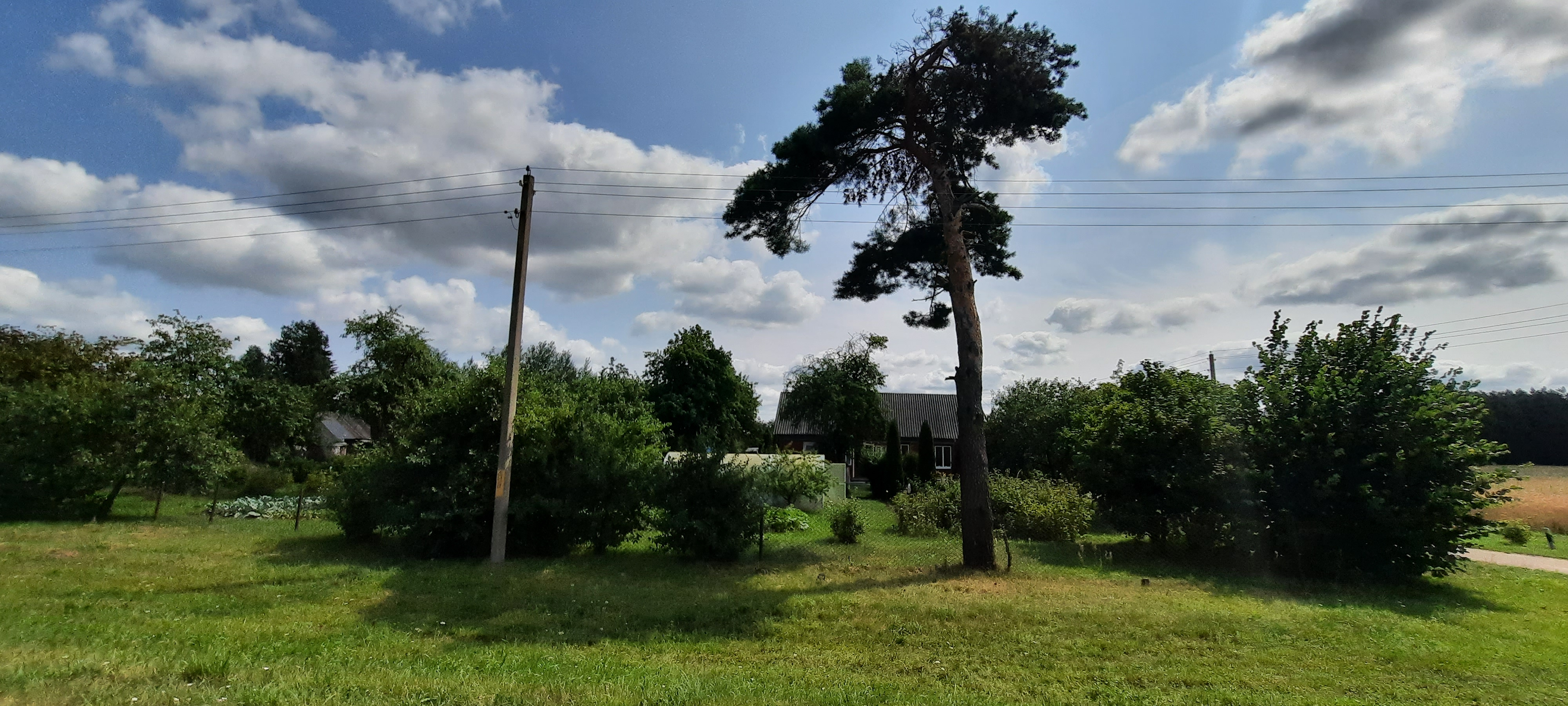